# Дравско-Поморске
Дравско-Поморске (пол. Drawsko Pomorskie, нем. Dramburg)  —  город  в Польше, входит в Западно-Поморское воеводство,  Дравский повят.  Имеет статус городско-сельской гмины. Занимает площадь 22,00 км². Население — 11 878 человек (на 2013 год).

## История
В XVI веке город находился в подчинении Бранденбурга, затем Пруссии, с 1871 — Германской империи,  с 1933 — нацистской Германии.
Наиболее важные исторические события:
- 1297 — статус города
- 1350 — крепостные стены — окончание строительства
- 1400 — строительство костёлa
- 1534, 1620, 1664, 1696 — пожар в городе
- 1877 — строительство железнодорожного вокзала
- 1939 — 8091 жителей
- 1945.03.04 — город Дравско-Поморске был освобожден: 11 полк Пехоты им. Яна Килиньский (1-я армия (Войско Польское)), 364-я стрелковая дивизия (3-я ударная армия), 19-я гвардейская механизированная бригада (1-я гвардейская танковая армия)[3]
- 1946 — изменение немецкого названия города Dramburg на польский Drawsko
- 1948 — изменение названия города Drawsko на Drawsko Pomorskie

### Историческая демография
Дравско-Поморске, населения в разные годы (на основе: Gustav Kratz: Die Städte der Provinz Pommern — Abriss ihrer Geschichte, zumeist nach Urkunden. Berlin 1965,  S. 125–128 (Volltext)., Drawsko Pomorskie — kalendarium):
| Год  | Население |
| ---- | --------- |
| 1600 | 1300      |
| 1720 | 1200      |
| 1801 | 1558      |
| 1857 | 3413      |
| 1939 | 8091      |

### Памятники
- рынок города
- костёл (XIV/XV в.)
- ратуша (XVIII в.)
- крепостные стены (XIV в.)

## Города-побратимы
Дравско-Поморске является городом-побратимом следующих городов:
- Бад-Брамштедт (1999)
- Штрасбург (Уккермарк) (2004)

## Фотогалерея

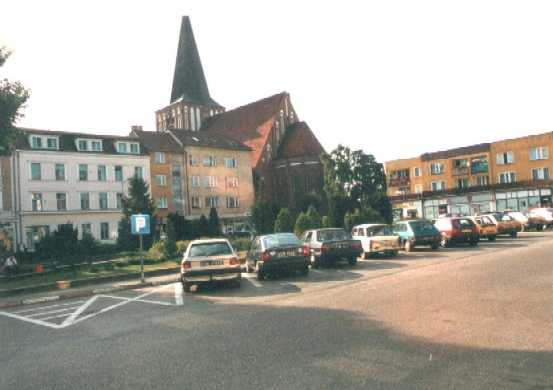
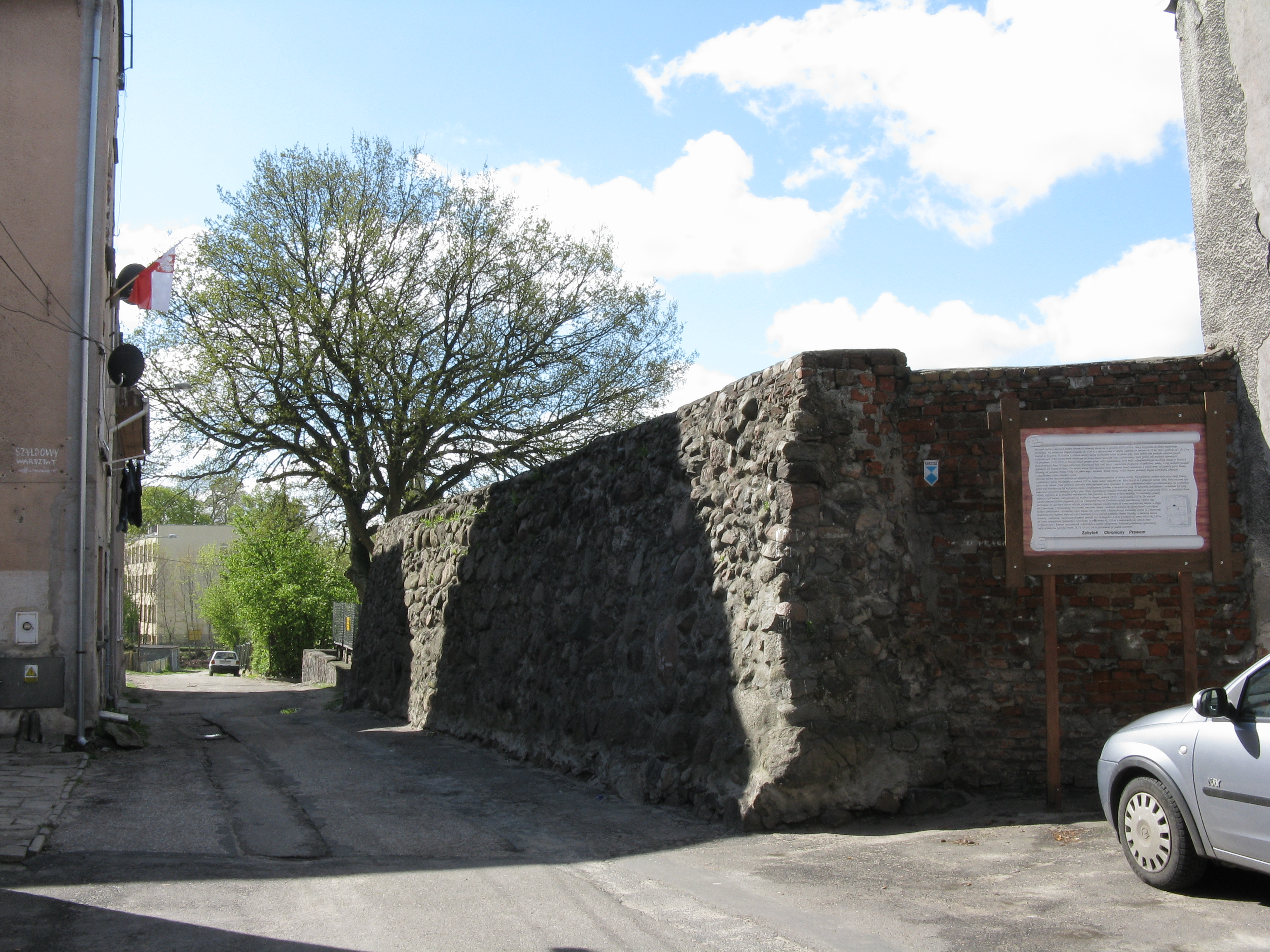
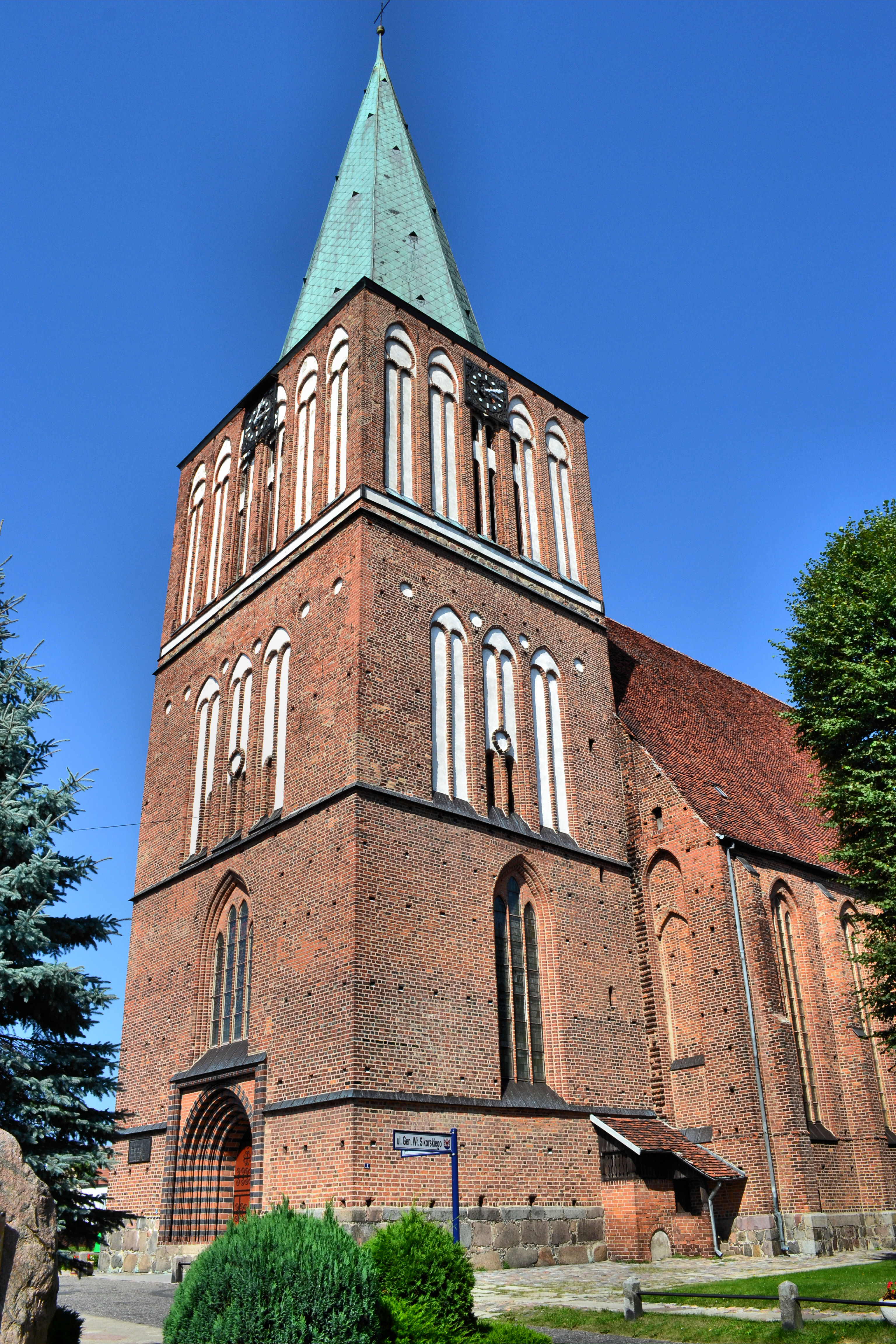
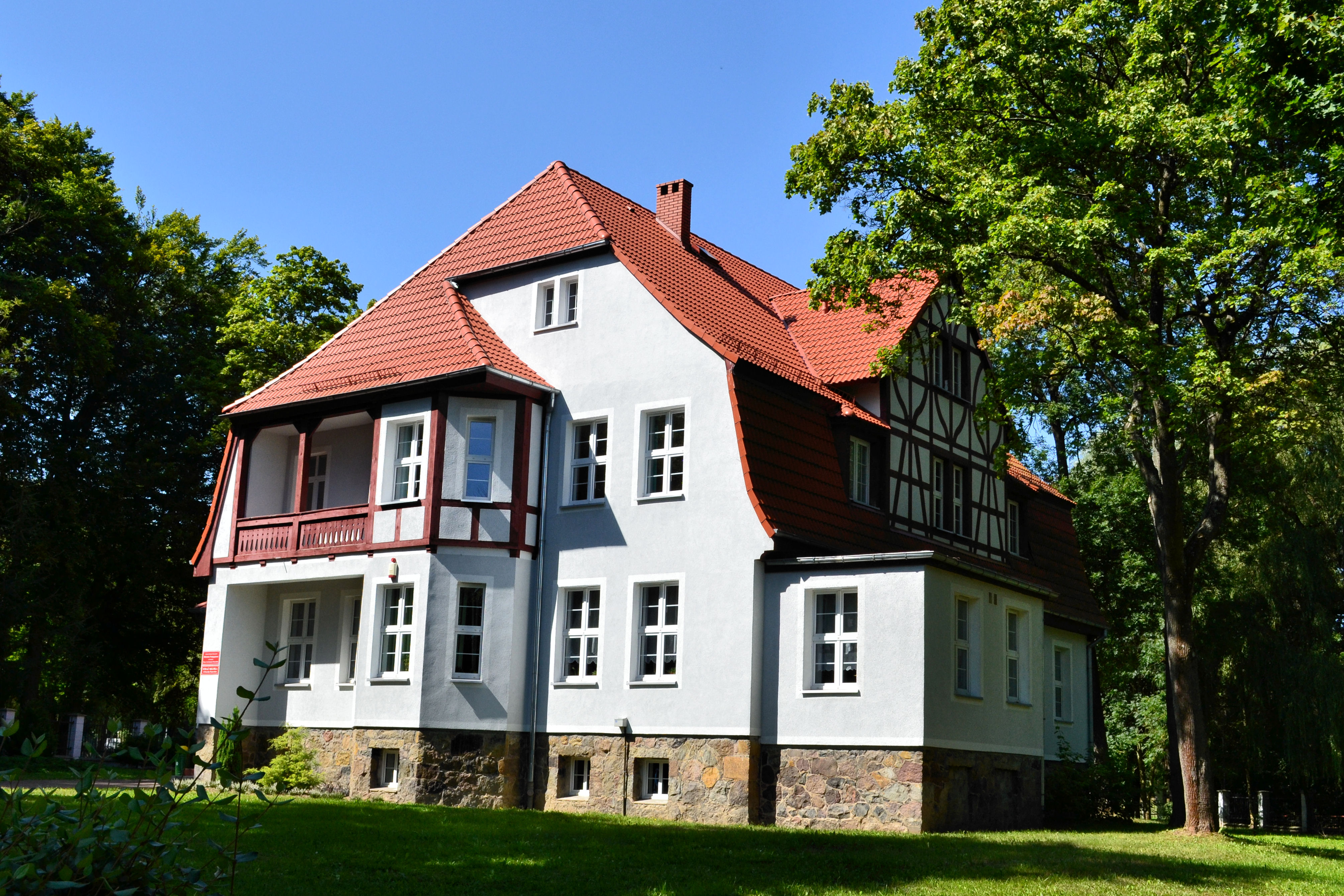
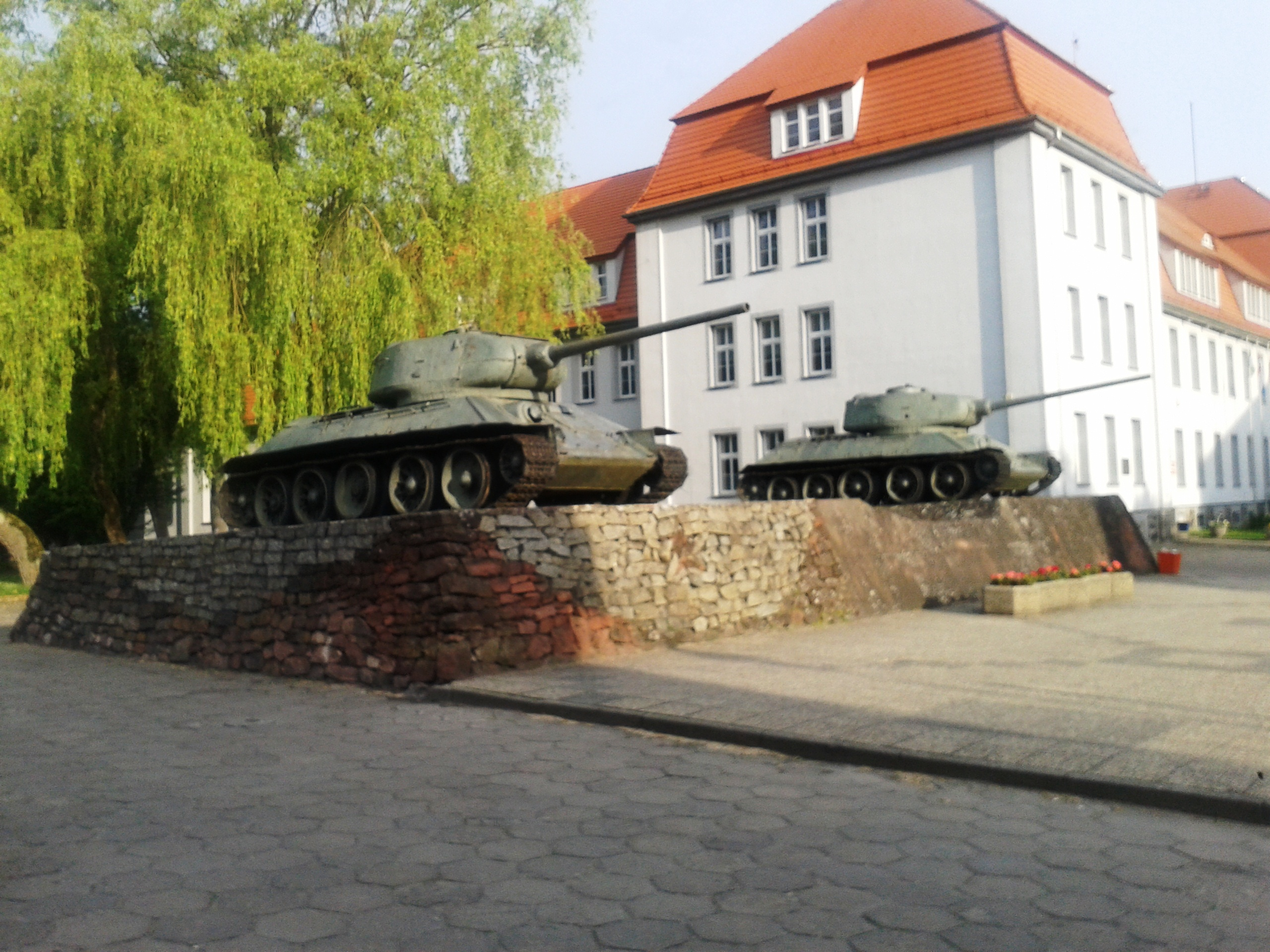
«Солдатам Красной Армии, павшим в 1945 …»